# Moretta (Italia)
Moretta (Morëtta [mʊˈrətta] in piemontese) è un comune italiano di 4 041 abitanti in provincia di Cuneo in Piemonte.

## Geografia fisica
Contornata dalle Alpi Cozie, è situata nella Pianura padana, tra i fiumi Po e Varaita, nella zona settentrionale della provincia di Cuneo. Dista circa 45 chilometri da Cuneo e circa 40 chilometri da Torino, capoluogo del Piemonte.

## Origini del nome
Si sono fatte molte ipotesi sull'origine del toponimo Moretta.
Secondo alcuni storici esso deriverebbe dal termine moreta, con il quale si designava un terreno con piantamenti di gelso (in piemontese moré, pr. muré), un tempo assai diffuso nella zona perché strettamente collegato alla bachicoltura, l'allevamento del baco da seta (Bombyx mori, L.). Tale teoria sarebbe suffragata dallo stemma comunale sul quale sono presenti l'immagine di un gelso e il motto "Natura perficitur arte" (la natura è resa perfetta dall'arte), un'allusione alla lavorazione della seta come perfezionamento del lavoro del baco.
A sfavore di questa interpretazione gioca il fatto che Moretta era già nota con questo nome prima della diffusione della coltura del gelso (e della lavorazione della seta) in Piemonte, la quale, secondo i documenti storici, sarebbe iniziata soltanto a partire dal XVI secolo.
Un'altra teoria indicherebbe Moretta come base dei mori Saraceni, collegandone il nome alle invasioni saracene del X secolo, sulle quali, però, esistono pochissime informazioni certe.
L'ipotesi più accreditata è probabilmente quella che vede nel toponimo il vezzeggiativo del termine morra (in piemontese mora, pr. mura), con cui venivano indicate le stazioni rurali in cui sostavano i monaci benedettini con le loro greggi.

## Storia
Moretta potrebbe essere stata, già prima dell'anno mille, una stazione di sosta dei monaci dell'Abbazia di S. Maria di Cavour.
Alcune tombe di epoca romana, rinvenute nei pressi della frazione Prese, indicano, però, che il territorio era abitato già in epoche assai precedenti.
Nel XII secolo il territorio di Moretta venne annesso ai domini dei marchesi di Busca, sotto il diretto controllo del marchese Guglielmo. Alla sua morte i figli si divisero i possedimenti.
Il feudo di Busca passò poi nelle mani della famiglia Pasella, che ebbe di conseguenza anche il controllo su Moretta.
Qui diede inizio alla costruzione del castello che ancora oggi domina con la sua mole il centro del paese.
Nel 1362, il territorio di Moretta divenne feudo dei conti Solari, originari di Asti, per opera del principe Giacomo d'Acaia.
Nel 1369 le truppe mercenarie di Facino Cane, dopo aver devastato i campi e depredato gli abitanti delle cascine circostanti, assaltarono il paese.
Alla fine del XV secolo Moretta si presentava come un nucleo di case dominato dal castello e circondato da un'alta muraglia e da un fossato.
Dopo la stipula della Pace di Cateau-Cambrésis (1559), Moretta entrò nei possedimenti del Casato dei Savoia.
Nel 1860 venne annessa al Regno d'Italia
Alla fine del XIX secolo i fratelli Barberi di Torino individuarono nel territorio morettese il luogo ideale per costruire una moderna azienda casearia sul modello di quelle diffuse negli Stati Uniti.
A questo primo grande stabilimento se ne aggiunse uno Fossano e uno a Vottignasco.Il "Burro centrifugato extra"che si produceva fu più volte premiato a diverse Esposizioni Universali.
Durante il periodo fascista (1936-1945) al comune di Moretta venne aggregato quello di Torre San Giorgio ma l'amministrazione municipale rimase a Moretta.
A partire dagli anni ottanta sono sorte nuove zone residenziali situate nella periferia del paese in grado di ospitare oggi più di tremila persone contro le novecento che ospita il centro storico. Dall'analisi dei dati a disposizione e delle interviste è emerso che ad abitare la periferia di Moretta sono da una parte famiglie di origine Morettesi che abbandonano il centro storico per occupare case acquistate o costruite nelle campagne vicine e dall'altra i nuovi arrivati.
Alla fine degli anni settanta il mondo agricolo che per secoli era stato al centro della vita del paese stava scomparendo, pian piano le stalle e i fienili sparirono dal centro del paese per lasciar posto a serie di villette a schiera. Con esso sparirono anche le tradizioni più rurali, come le feste nelle varie frazioni e le confraternite (Crociata, San Rocco, ecc). Tradizione che invece non è andata persa è la Festa dei Coscritti per festeggiare la maggiore età che si tiene ogni anno la prima settimana di settembre.
Nel maggio 2024 viene concesso il titolo di città

### Simboli
Lo stemma storico era blasonato:
L' albero di gelso, chiamato anche moro – in assonanza con il toponimo – è raffigurato anche nello stemma attuale: uno scudo a cartoccio sovrastato da una corona con la scritta in latino "Comunitas Morettae – Natura 
perficitur arte", su sfondo azzurro. Il motto si traduce "La natura è resa perfetta dall'arte".
Il gonfalone è un drappo di azzurro.

## Monumenti e luoghi d'interesse

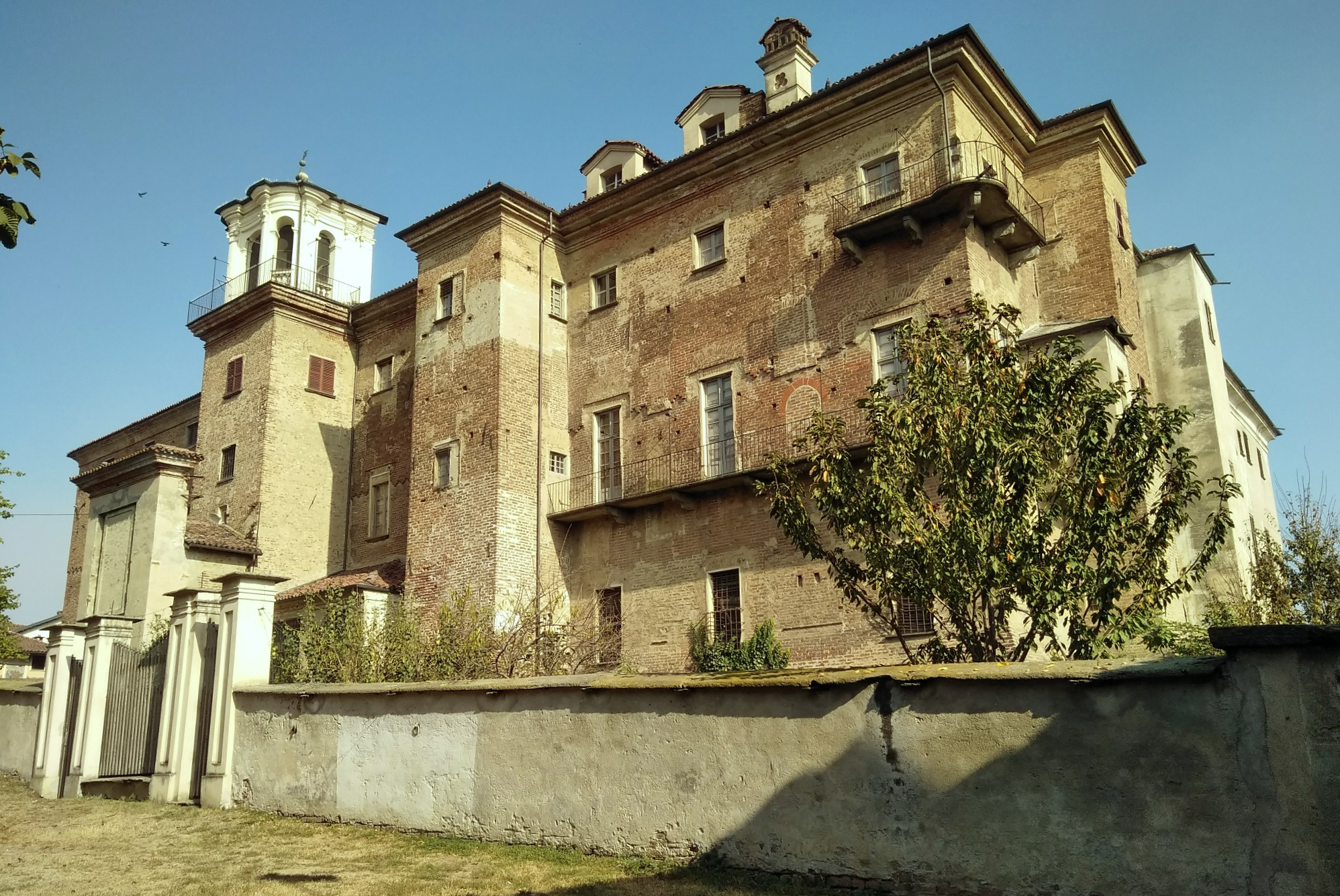
Il castello

Fulcro della vita del paese è la piazza principale, dedicata a Umberto I, completamente pavimentata a porfido. Insieme a via Torino ed ai suoi portici, essa rappresenta la parte più caratteristica di Moretta. Attorno alla fontana e sul "muretto" del castello, i morettesi si incontrano quotidianamente e nelle occasioni importanti.
Sulla piazza si affacciano, a nord il Palazzo Comunale, edificato intorno al 1830, e ad est, la Chiesa Parrocchiale.

### Chiesa parrocchiale di San Giovanni Battista
La chiesa parrocchiale, dedicata al patrono del paese, fu edificata tra il 1704 e il 1716 e consacrata nel 1717. Esempio di architettura barocca, è caratterizzata da una grande volta centrale, raro esempio nella zona. Le ricche decorazioni murarie e gli affreschi attualmente visibili risalgono al 1886 e sono opera del pittore piemontese Costantino Sereno. L'unica navata centrale è contornata da sei cappelle, le cui pareti sono abbellite da opere pittoriche del Settecento e Ottocento. L'altar maggiore attuale risale all'inizio dell'Ottocento mentre del grande organo pneumatico e dell'orchestra si parla già nel 1777.
Questo strumento, andato perduto, è stato sostituito verso la metà del XIX secolo da un organo costruito dalla casa Felice Bossi di Centallo (CN). Lo strumento, ancora esistente e funzionante, è stato lievemente modificato nel corso degli anni, in particolare nel 1927 da Francesco Vegezzi-Bossi, nipote di Felice e attualmente è usato saltuariamente.

### Castello
Il castello è un antico edificio medioevale, risalente al XIV secolo; dal 1362 divenne dimora dei Conti Solari.
Ha subito nel tempo notevoli rimaneggiamenti: i merletti delle mura, un tempo a cielo aperto, vennero inglobati nelle pareti e coperti da un tetto in tegole.

### Santuario della Madonna del Pilone
Il santuario della Beata Maria Vergine del Pilone, edificato tra il 1685 e il 1691 con l'intervento di architetti ed artisti di Casa Savoia, rappresenta un esempio di barocco piemontese, interamente costruito in cotto a vista.
A lato del santuario e ad esso collegato, vi è l'edificio della foresteria.
La struttura è chiusa tranne per la messa domenicale. Un tempo utilizzato per gli esercizi spirituali dei fedeli e come alloggio dei cappellani, è divenuto oggi la sede dell'Istituto Provinciale Lattiero Caseario e delle Tecnologie Alimentari: una scuola di specializzazione post-diploma e post laurea, che, con corsi teorici e pratici della durata di un anno, diploma giovani specializzati nella lavorazione del latte e delle carni.
Dal 1999 nell'edificio della foresteria è ubicata anche la sede decentrata della facoltà di medicina veterinaria dell'Università degli Studi di Torino con due scuole di specializzazione per medici veterinari:
- Ispezione degli alimenti di origine animale
- Patologia suina.

Sempre dal 1999 nella foresteria del santuario è presente l'Istituto Nord Ovest Qualità (INOQ) per la certificazione delle produzioni agroalimentari.

### Chiesa della Madonna della Rosa
La chiesa della Madonna della Rosa è la chiesa che si trova al cimitero. Il progetto fu realizzato da Giuseppe Leoni, che lo depositò il 15 luglio 1845. A finanziare le opere fu il sindaco dell'epoca, il marchese Solari.

## Società

### Evoluzione demografica
Abitanti censiti

### Etnie e minoranze straniere
Secondo i dati Istat al 31 dicembre 2017, i cittadini stranieri residenti a Moretta sono 318, così suddivisi per nazionalità, elencando per le presenze più significative:
1. Albania, 116
2. Romania, 102
3. Marocco, 20

## Cultura
Piuttosto attiva anche dal punto della gestione del "tempo libero", Moretta ha visto nascere un buon numero di associazioni, alcune di carattere prettamente ricreativo-sportivo, altre con finalità più spiccatamente culturali.

### Scuole ed università
A Moretta hanno sede due master dell'università di veterinaria.
Moretta è la sede del INOQ (Istituto Nord Ovest Qualità).
Ed è sede dell'Istituto Lattiero Caseario di Moretta.

### Eventi

#### Feste religiose
- Il 24 giugno si svolge la festa patronale, dedicata a S. Giovanni Battista. Durante la processione la statua del Santo patrono viene trasportata per le vie principali del paese, che vengono addobbate dagli abitanti con fiori e lumini.
- La festa più importante è, però, quella dell'Assunta, celebrata il 15 agosto e legata al culto mariano del Santuario. Durante questo periodo cade anche la festa di San Rocco, in occasione della quale, nella via omonima, venivano organizzati per i bambini del paese giochi di strada.
- Da alcuni anni si è ripresa la festa di Sant'Antonio Abate il 17 gennaio, nella quale durante la Santa Messa vengono benedetti i pani per gli animali e a cui segue l'incanto (Asta benefica) di prodotti e animali della campagna.
- La frazione di Brasse festeggia il suo Patrono San Pietro Martire il 1º maggio con una festa paesana e Santa Messa presso la cappella frazionale.

## Infrastrutture e trasporti
La stazione di Moretta era comune alle linee Airasca-Saluzzo e Moretta-Cavallermaggiore, attivate nel 1886 e soppresse rispettivamente nel 1986 e nel 1959.
Tra il 1881 e il 1950 il comune era inoltre servito dalla tranvia Torino-Saluzzo.

## Economia
Sono presenti società che operano, anche a livello internazionale, nel settore dell'agroindustria specialmente nell'industria lattiero casearia con l'impianto di produzione di latte in polvere per consumo umano, alcune ditte legate all'impiantistica casearia, una ditta di trasporti refrigerati, una ditta di attrezzature antincendio. Era inoltre presente una ditta che si occupava della ristrutturazione e dell'ammodernamento di locomotori e carrozze ferroviarie.
Importante nell'economia morettese è anche l'agricoltura, ben sviluppata fin dalle origini del paese grazie alla campagna molto fertile che la circonda.
Negli ultimi anni ha visto un notevole incremento il settore dell'allevamento bovino (produzione di carne e latte). Nel territorio morettese operano, inoltre, alcune aziende specializzate nell'allevamento dei suini e nelle colture cerealicole (soprattutto mais).
Un tipo di coltivazione particolare, presente già nel passato, che ha avuto un notevole impulso negli ultimi anni, riguarda la coltivazione di erbe officinali e, in particolare, della menta piperita.

## Amministrazione

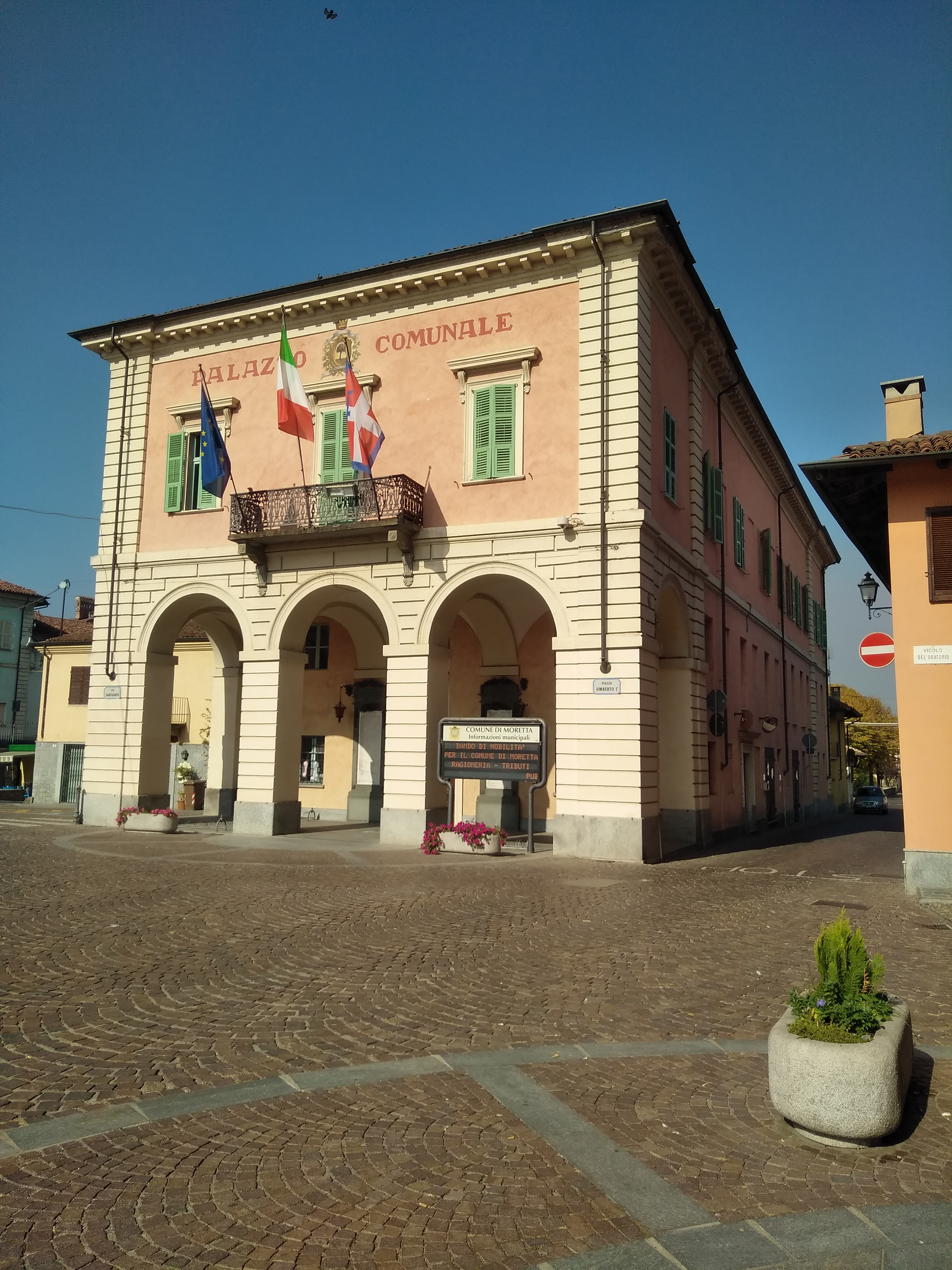
Il municipio

- Municipio: Piazza Umberto I n. 1

| Periodo | Periodo   | Primo cittadino      | Partito      | Carica  | Note          |
| ------- | --------- | -------------------- | ------------ | ------- | ------------- |
| 1985    | 1990      | Mario Piovano        | DC           | Sindaco | [ 10 ]        |
| 1990    | 1991      | Giovanni Groppo      | PSI          | Sindaco | Dimissionario |
| 1991    | 1995      | Aurelio Saccheggiani | PSI          | Sindaco | [ 12 ]        |
| 1995    | 1999      | Mario Piovano        | Lista civica | Sindaco | [ 13 ]        |
| 1999    | 2004      | Mario Piovano        | Lista civica | Sindaco | [ 14 ]        |
| 2004    | 2009      | Enrico Prat          | Lista civica | Sindaco | [ 15 ]        |
| 2009    | 2014      | Sergio Banchio       | Lista civica | Sindaco | [ 16 ]        |
| 2014    | 2019      | Sergio Banchio       | Lista civica | Sindaco | [ 17 ]        |
| 2019    | 2024      | Giovanni Gatti       | Lista civica | Sindaco | [ 18 ]        |
| 2024    | in carica | Giovanni Gatti       | Lista civica | Sindaco | [ 19 ]        |

### Gemellaggi
Il 27 aprile 2002 è stato ufficializzato il gemellaggio con la cittadina francese di Vouneuil-sous-Biard. Il gemellaggio viene curato da un apposito comitato che organizza, di quando in quando, manifestazioni di incontro tra le due cittadine.

## Sport

### Calcio
La principale squadra di calcio della città è l'A.S.D. U.S. Moretta, che milita nel girone B piemontese e valdostano di Eccellenza.